# Люблино (район Москвы)
Люблино́ — район и соответствующее ему внутригородское муниципальное образование в Москве. Район расположен в Юго-Восточном административном округе Москвы.
Площадь района по данным Мосгорстата — 1751 га (по данным районной управы 1782,8 га). Население — 184 071 чел. (2024).

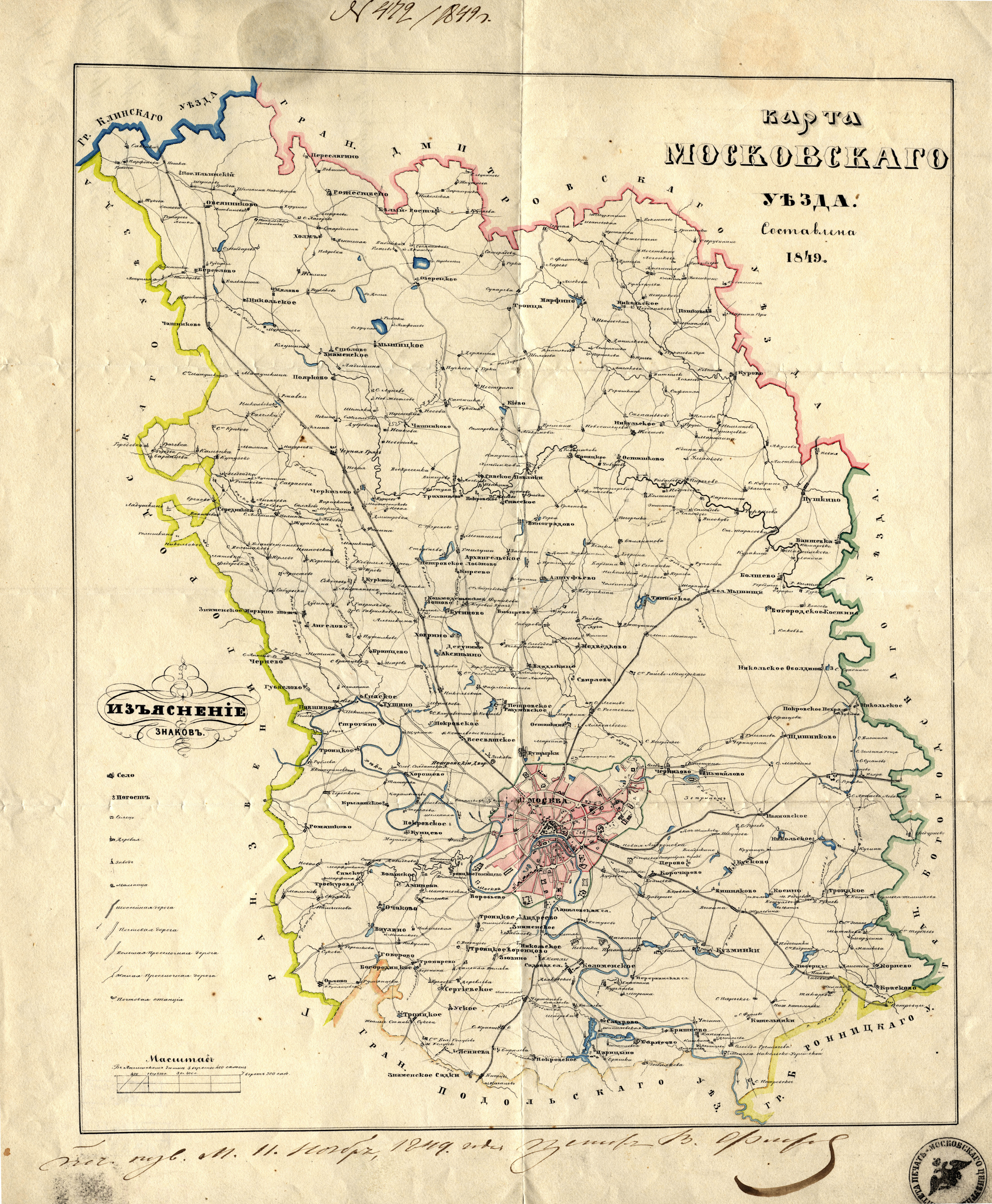
Люблино, на карте Московского уезда, 1849 года.

## Территория и границы
Граница района Люблино на юге проходит по улицам Верхние Поля, Нижние Поля и Иловайской, на западе – по оси полосы отвода Курского направления МЖД, далее – по северной границе Люблинского пруда, южной границе Кузьминского парка, пересекая улицу Заречье и внешней границе полосы отвода МКАД, включая все транспортные развязки улиц и дорог.
На юге граничит с районами Марьино и Капотня, на западе – с районом Печатники, на севере – с районами Текстильщики, Кузьминки и Выхино-Жулебино, на востоке – с городом Котельники.
Основная магистраль – Люблинская улица.
На территории района протекают реки Голедянка (Чурилиха, Пономарка) и частично Нищенка.

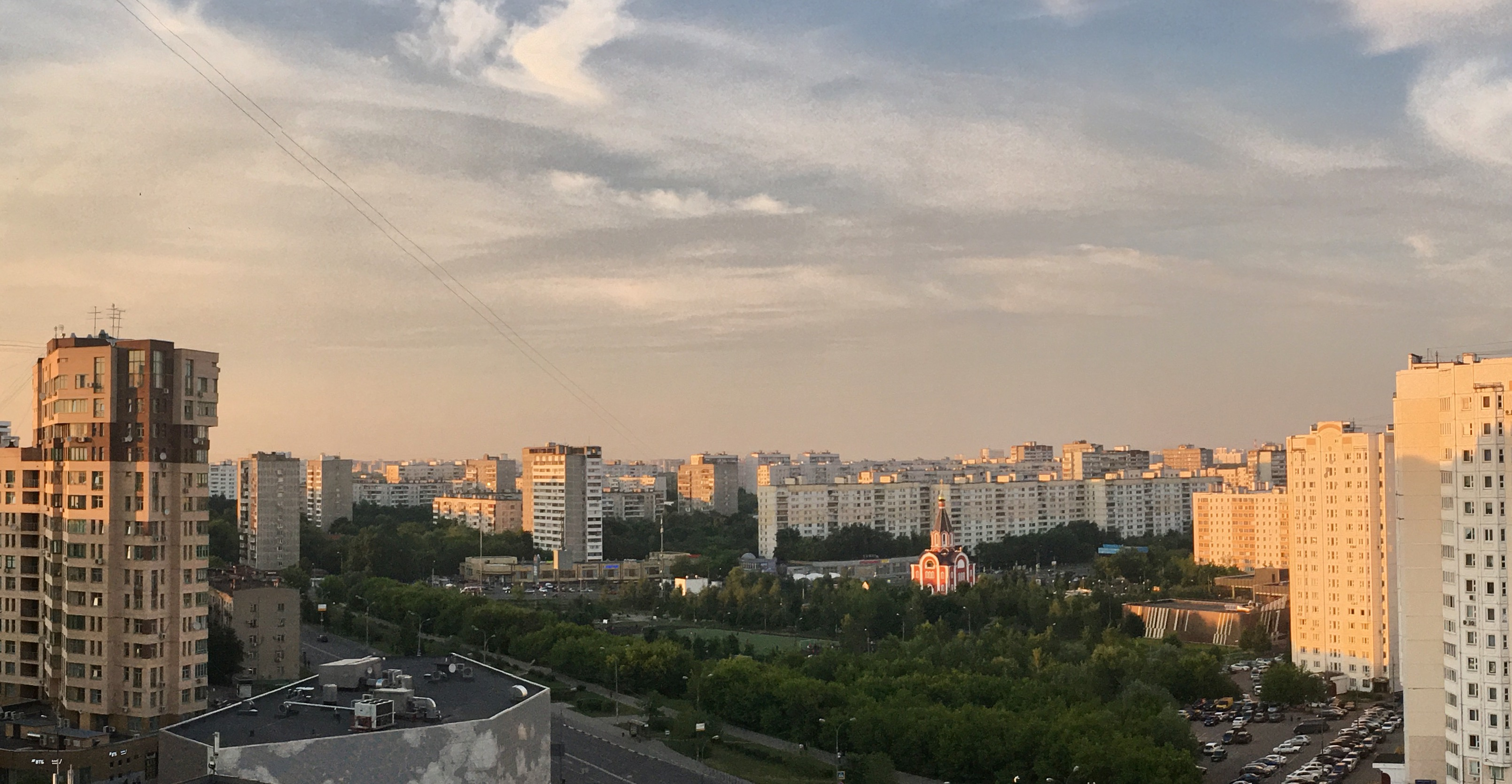
Вид района Люблино в районе одноименной станции метро.

## Население
| 2002     | 2010     | 2012     | 2013     | 2014     | 2015     | 2016     | 2017     | 2018     |
| -------- | -------- | -------- | -------- | -------- | -------- | -------- | -------- | -------- |
| 132 331  | ↗165 759 | ↗167 484 | ↗169 117 | ↗169 832 | ↗170 143 | ↗171 548 | ↗171 740 | ↗171 946 |
| 2019     | 2020     | 2021     | 2023     | 2024     |          |          |          |          |
| ↗172 054 | ↗172 523 | ↗179 247 | ↗181 447 | ↗184 071 |          |          |          |          |

### Национальный состав
По итогам переписи населения 2020 года проживали следующие национальности (национальности менее 0,1 % и другое, см. в сноске к строке «Другие»):
| Национальность | Численность, чел. | Доля     |
| -------------- | ----------------- | -------- |
| Русские        | 99 301            | 55,40 %  |
| Татары         | 1247              | 0,70 %   |
| Таджики        | 1036              | 0,58 %   |
| Армяне         | 896               | 0,50 %   |
| Азербайджанцы  | 829               | 0,46 %   |
| Украинцы       | 642               | 0,36 %   |
| Киргизы        | 513               | 0,29 %   |
| Узбеки         | 363               | 0,20 %   |
| Грузины        | 308               | 0,17 %   |
| Белорусы       | 210               | 0,12 %   |
| Другие         | 73 902            | 41,22 %  |
| Итого          | 179 247           | 100,00 % |

## Герб и флаг
Золотой, обращённый вверх лук с половиной стрелы — элемент родового герба дворян Дурасовых, чей дворец является уникальным архитектурным памятником муниципального образования. Зелёный цвет щита символизирует Люблинский парк и заповедные места территории муниципального образования, бывшей долгое время излюбленным дачным местом для москвичей. Красная мурованная стена напоминает, что Люблино до вхождения в состав Москвы имело статус города. Серебряное паровозное колесо указывает на узловую железнодорожную станцию, вокруг которой и сложился несколько десятилетий назад город Люблино. Голубая шиповидная оконечность, завершённая серебром, символизирует один из крупнейших в Москве прудов — Люблинский.

## История

### Село Люблино
Село Люблино на реке Голеди известно с конца XVI века под именем Юркино (по одному из ранних владельцев).
Во время Смуты Юркино запустело.
В 1680-е гг. Юркино стало принадлежать стольнику Григорию Петровичу Годунову (ум. 1704? - последнему из рода Годуновых), ввиду чего было переименовано в Годуново.
Остатки данных первопоселений района обнаружены археологами на левом берегу Чурилихи, на территории современного Люблинского парка (между станцией МЦД «Люблино» и станцией метро «Волжская»).
Годуново было унаследовано дочерью Григория Петровича Годунова Аграфеной, вышедшей замуж за князя Прозоровского. Затем Годуново перешло к их сыну князю Петру Владимировичу Прозоровскому, который, по-видимому, и переименовал его в Люблино (первоначально с ударением на втором слоге).

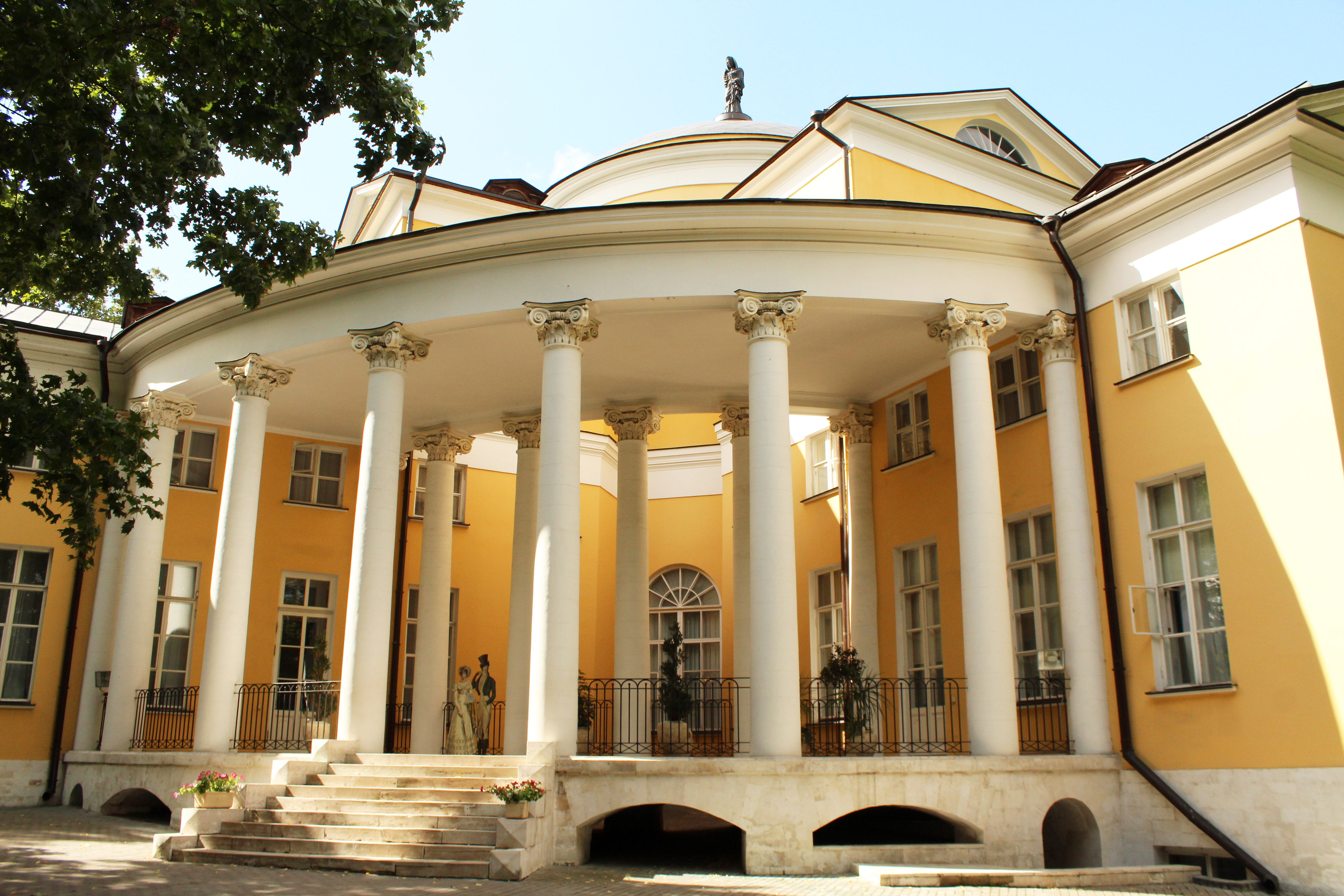
Главный дом усадьбы Люблино (архитектор И.В. Еготов, 1801)

В конце XVIII в. владельцем усадьбы Люблино стал действительный статский советник Н. А. Дурасов, на средства которого были сооружены дошедшие до нас постройки усадьбы, в том числе палладианская вилла.

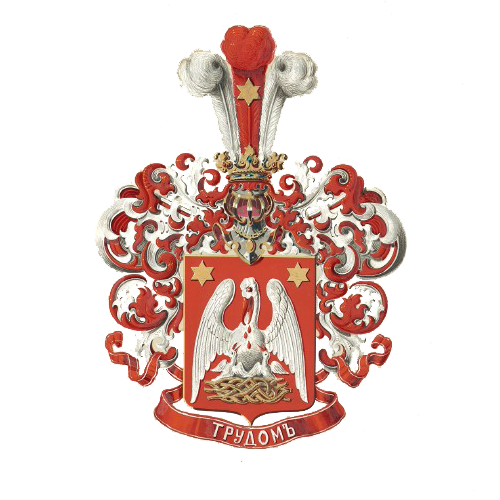
Герб рода дворян Голофтеевых, пожалованный Николаю Кононову и его детям 31 октября 1890 года

В 20-х годах XIX в. по приглашению тогдашнего владельца А.А. Писарева в усадьбе часто гостили Н.М. Карамзин, Ф.А.Толстой, Н.Д. Иванчин–Писарев, М.Н. Загоскин, В.Л. Пушкин, П.А. Вяземский . Во второй половине XIX в. усадьбу приобретает купец первой гильдии Конон Никонович Голофтеев, при котором расцветает дачная жизнь посёлка.

### Посёлок Люблино
С проведением в 1870-х годах около села Курской железной дороги в Люблино возникают пристанционные мастерские и посёлок железнодорожников. На части территории усадьбы и в окрестных селах постепенно возникают дачи, которые посещают, например, художник Василий Суриков, написавший в этих краях «Меншиков в Берёзове» и Федор Достоевский, работавший здесь над «Преступлением и наказанием». В 1904 году открыта железнодорожная станция Люблино-Дачное. В том же году проходит сильнейший ураган, нанесший серьёзный урон усадебным и дачным постройкам. До 1917 г. поселок Люблино считался дачной местностью. Для удобства дачников была проложена липовая аллея, ведущая от железнодорожной станции до имения Н.К. Голофтеева.
После революции 1917 года в главном усадебном доме поочерёдно находились школа, клуб железнодорожников, художественные мастерские, общежитие НКВД.

### Город Люблино
В 1925 году Люблино стало городом, в 1930–1940 годы поглотив также окрестные сёла Кухмистерский поселок, Перерва и Печатники. В 1933 году основан Люблинский литейно-механический завод им. Л.М.Кагановича, крупнейшее промышленное предприятие района, с 2014 года недействующее и подлежащее сносу..
В послевоенные годы важную роль в развитии района сыграл Саратов Алексей Савельевич: с апреля по ноябрь 1948 года он занимал должность второго секретаря горкома Люблино, а с декабря 1948 по январь 1955 года — первого секретаря Люблинского горкома партии. В этот период он активно участвовал в восстановлении и развитии промышленности, благоустройстве района, способствовал открытию первой детской молочной кухни, ремонту и оснащению больницы им. Семашко, расширению завода МЭЛЗ и вводу в эксплуатацию первой очереди Курьяновской станции аэрации.

### В составе Москвы
В состав Москвы город включён в августе 1960 года, сначала в Ждановский район, а в 1969 году выделен в Люблинский район. К середине 1970-х годов практически вся дачная застройка бывшего города была ликвидирована.
C 1991 года территория бывшего города Люблино поделена между муниципальными округами Люблино и Печатники. А Люблинский район поделен на муниципальные округа: Люблино, Капотня, Текстильщики, Печатники, Марьино, после 1995 года получившими статус муниципальных районов Москвы.

## Религия

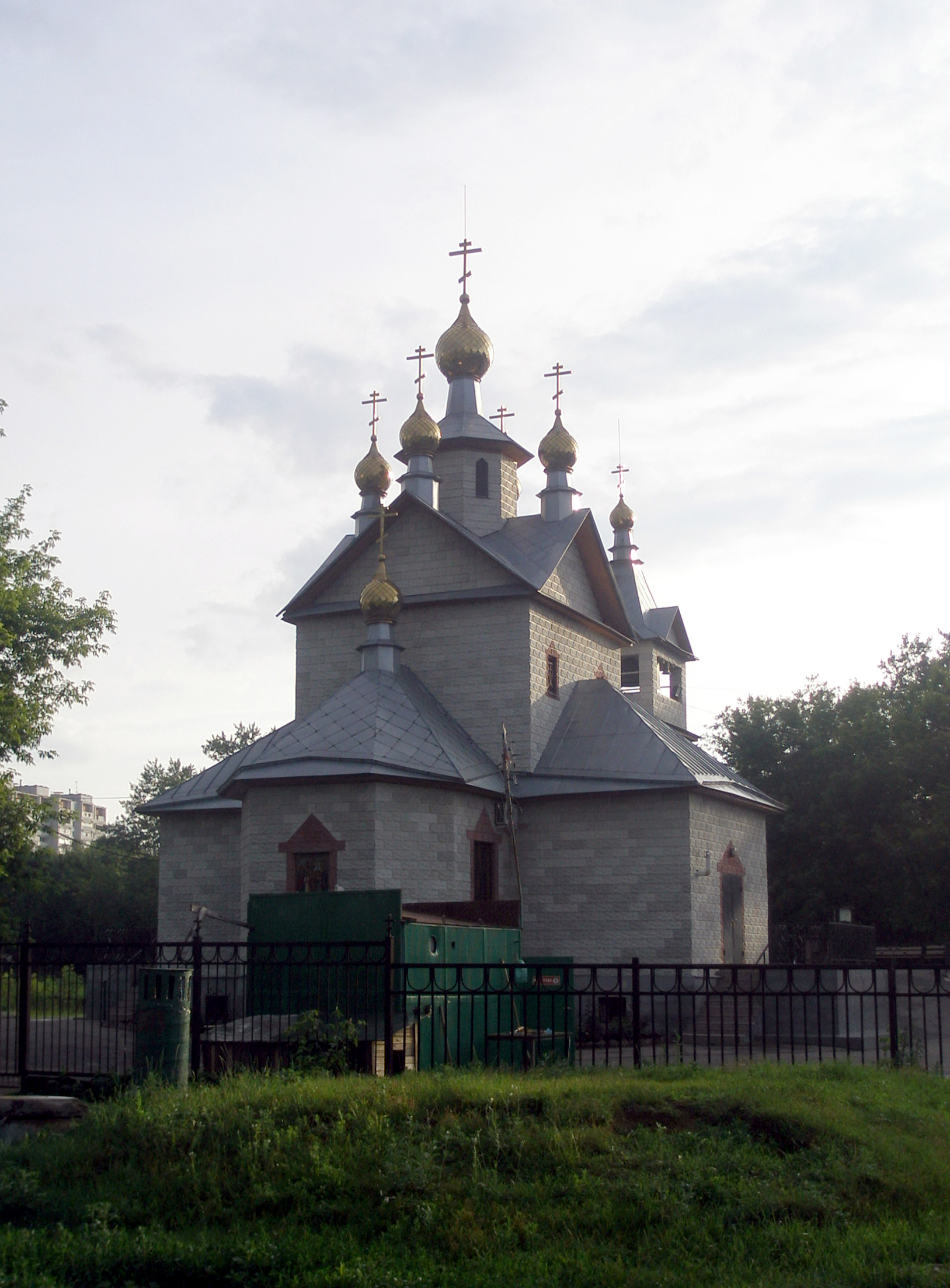
Храм патриарха Тихона

### Ныне не действующие

#### Храм патриарха Тихона
В районе имеется храм патриарха Тихона, входящий в состав Влахернского благочиния Русской православной церкви. Адрес храма: Ставропольская улица, д. 25-а.
Деревянный храм построен в 1999—2001 годах по проекту архитектора А.Н. Оболенского. Подвальный этаж благоустроен, в нём освящён престол, имеется баптистерий.
Престолы:
- Святителя патриарха Тихона (верхний)
- Люблинской иконы Божьей Матери (приставной)
- Новомучеников и исповедников Российских (нижний).

#### Храм Святой Мученицы Татианы Римской
В 2011 г. начинается возведение храма в парке, разбитом на месте пустыря (бывшей территории тепличного комбината), около станции метро «Люблино». 25 января 2012 г. состоялось открытие и освящение временного храма.
Строительство каменного храма, освящённого во имя Святой Мученицы Татианы Римской, завершилось в 2016 г.

### Недействующие

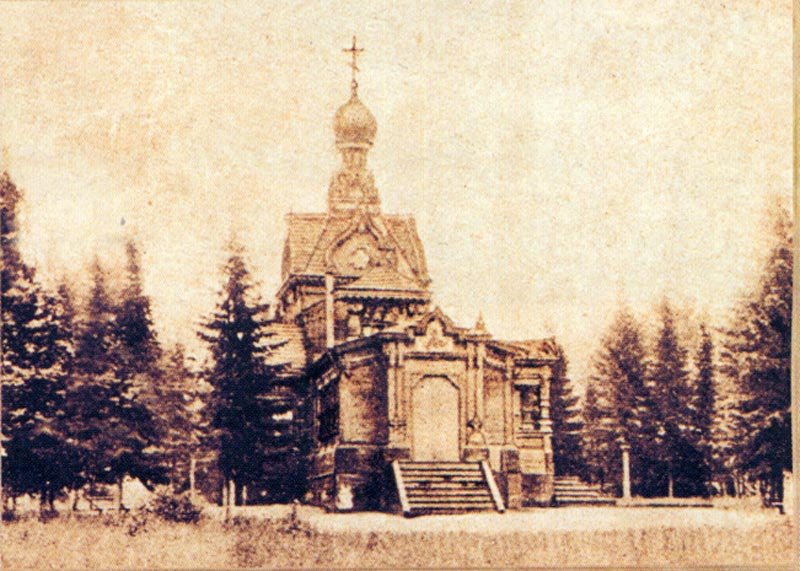
Церковь Петра и Павла в 1899 г.

#### Церковь Петра и Павла
В 1873 г. владельцы усадьбы К.Н. Голофтеев и П.Н. Рахманин выкупают уникальный храм сборно-разборной конструкции проекта архитектора Н.А. Шохина, получившего за него большую золотую медаль Политехнической выставки 1872 г. Из Александровского сада церковь переехала в Люблино, и 29 июня 1873 г. освящена во имя апостолов Петра и Павла и приписана к церкви Влахернской иконы Божьей Матери в Кузьминках. В 1917 г. к церкви был приписан молитвенный дом, расположенный на Молитвенной улице (позже получила имя Ф.С. Шкулёва, ныне упразднена, на её месте построен дом 61 по Люблинской улице).
После Октябрьской революции церковь была несколько раз разграблена атеистами, а затем решением Люблинского горсовета передана комсомольскому клубу.
В усадебном парке здание церкви простояло до 1927 г., когда было разобрано и перевезено в село Рыжево Егорьевского уезда Рязанской губернии, где стоит по настоящее время.

## Парки и скверы
В районе Люблино располагаются парк усадьбы Люблино и несколько скверов. 

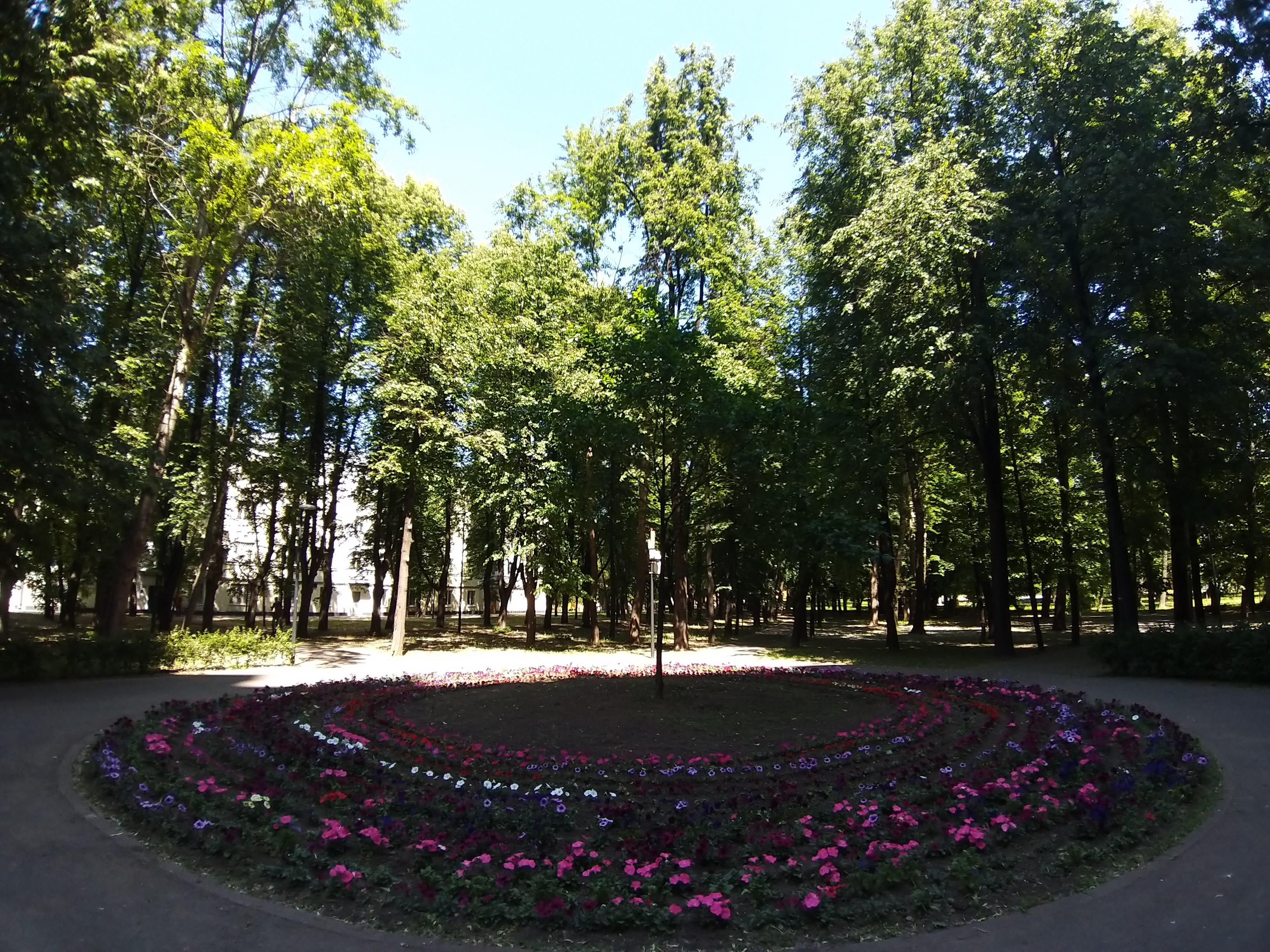
Парк усадьбы Люблино

Парк усадьбы Люблино (Люблинский парк) — парк, раскинувшийся вокруг музея-усадьбы «Люблино». Площадь составляет 91 Га. Облик парка был сформирован в начале XIX века владельцем территории статским советником Николаем Дурасовым. В советское время парк превратился в место общественного отдыха. На противоположном берегу от усадебного дома Дурасова располагается парк Шкулева, территориально относящийся к району Текстильщики. Зеленую зону парка составляют березы, клёны, дубы, ивы и тополя, встречаются ели и лиственницы. В восточной части парка сохранилась липовая аллея. В парке водятся белки и птицы (дятлы, сойки, озерные чайки, огари). В 2019 году парк усадьбы Люблино был комплексно благоустроен по программе мэра Москвы «Мой район»: появились 15 новых входных групп, создана рекреационная зона вдоль набережной, отремонтирована лодочная станция, оборудованы 7 спортивных площадок общей площадью около 3 тыс. кв. м. и 6 игровых площадок для большого и настольного тенниса, хоккея и баскетбола площадью более 2 тыс. кв. м. Также в парке появились Шахматный павильон, павильон бракосочетания и большие круговые качели.
Аллея молодых семей — общественное пространство, организованное в 2005 году на месте пустыря между домами №35к3 и №35к5 по улице Верхние Поля и ГБОУ «Школа №2010 им. Героя Советского Союза М.П. Судакова». Символ аллеи — цветочница со схематичным изображением семьи, расположенная в центре большой клумбы, сейчас там скульптура семьи капибар. Рядом располагаются небольшие детская и спортивная площадки. В июле 2018 года мэр Москвы Сергей Собянин после встречи с жителями района Марьино принял решение продлить Аллею молодых семей в соседний район Марьино. В 2019 году пешеходная зона «Аллея семьи» была открыта в рамках программы «Мой район».

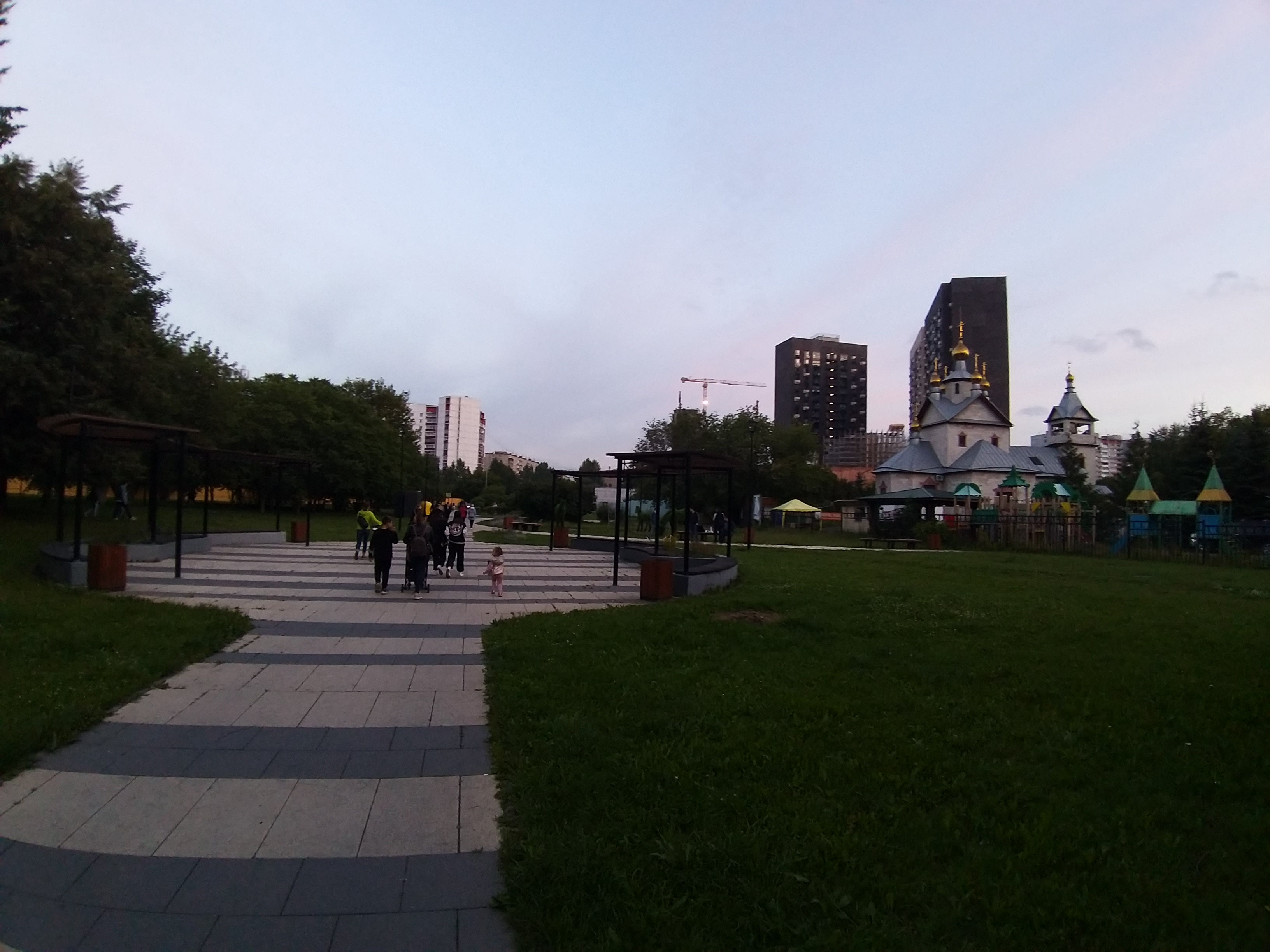
Сквер у храма Андрея Первозванного

Сквер у храма Андрея Первозванного — бывшая транзитная зона перегона «Волжская-Люблино» (Сквер на перегоне Волжская-Люблино), сейчас благоустроенный сквер. В 2019 году сквер вошел в число 12 знаковых объектов ЮВАО, обустроенных по программе «Мой район». Пешеходное пространство соединяет жилые массивы района с парком «Кузьминки-Люблино». В сквере установили три детские площадки, декоративную перголу и топиарные фигуры, провели дополнительное озеленение. 

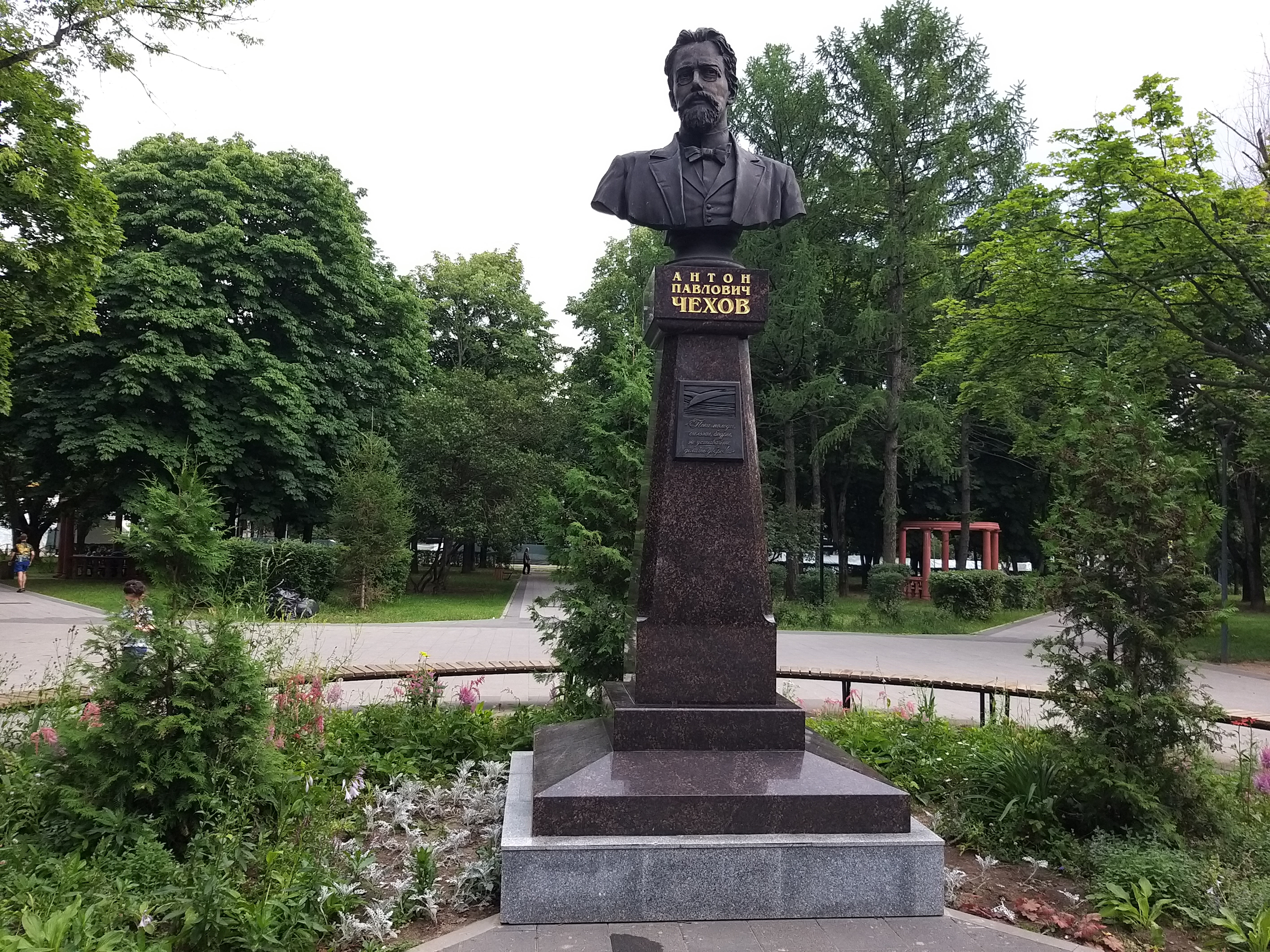
Сквер имени Антона Чехова

Сквер им. Чехова — рекреационная зона в границах улиц Армавирская, Краснодарская и Таганрогская. Появился в результате благоустройства междворового пространства в 2014 году. Считается, что скверу дали имя А.П. Чехова в память о том, что писатель приезжал в эти места отдохнуть и поохотиться вблизи Сукина болота. В сквере установлен бюст Чехова, а также деревянные скульптуры героев чеховских рассказов. Достопримечательность сквера — аллея молодоженов и декоративный мостик с «замками любви». Cквер был благоустроен в рамках программы «Мой район» в 2021 году. В ходе работ обновили игровую детскую площадку, спортивную площадку с воркаут зоной и тренажерами, установили стол для игры в настольный теннис. Также в процессе благоустройства территорию сквера дополнительно озеленили, высадили новые деревья и кустарники, привели в порядок газоны, разбили цветники и обустроили живую изгородь, заменили деревянные скульптуры героев на бронзовые. Пешеходные дорожки сквера оформили плитами с цитатами из произведений и установили две ротонды.
Сквер у метро «Люблино» («Люблинский сквер») появился на пересечении улиц Краснодарская и Совхозная в 2017 году. Здесь обустроены игровые городки, фонтан и несколько беседок для отдыха. Рядом со сквером находится храм Святой мученицы Татианы Римской в Люблине. На территории сквера ближе к метро располагается спортивная зона: футбольное поле, баскетбольная площадка, зона воркаута. В 2019 году на портале «Активный гражданин» проводилось голосование, в результате которого местные жители выбрали название скверу: большинство проголосовало за вариант «Люблинский сквер».
Сквер имени М.П.Судакова появился на месте бывшего склада в 1958 году. Фактический адрес - ул. Совхозная, 17/49. Сквер также граничит с одноименной улицей, которая была названа в честь Михаила Павловича Судакова - Героя Советского Союза, танкиста, участника битвы за Москву. В 2021 году сквер комплексно благоустроили по программе создания комфортной городской среды «Мой район». В ходе работ обустроили живую изгородь, привели в порядок газоны, разбили цветники. Также установили детскую и спортивные площадки, построили сцену с амфитеатром.

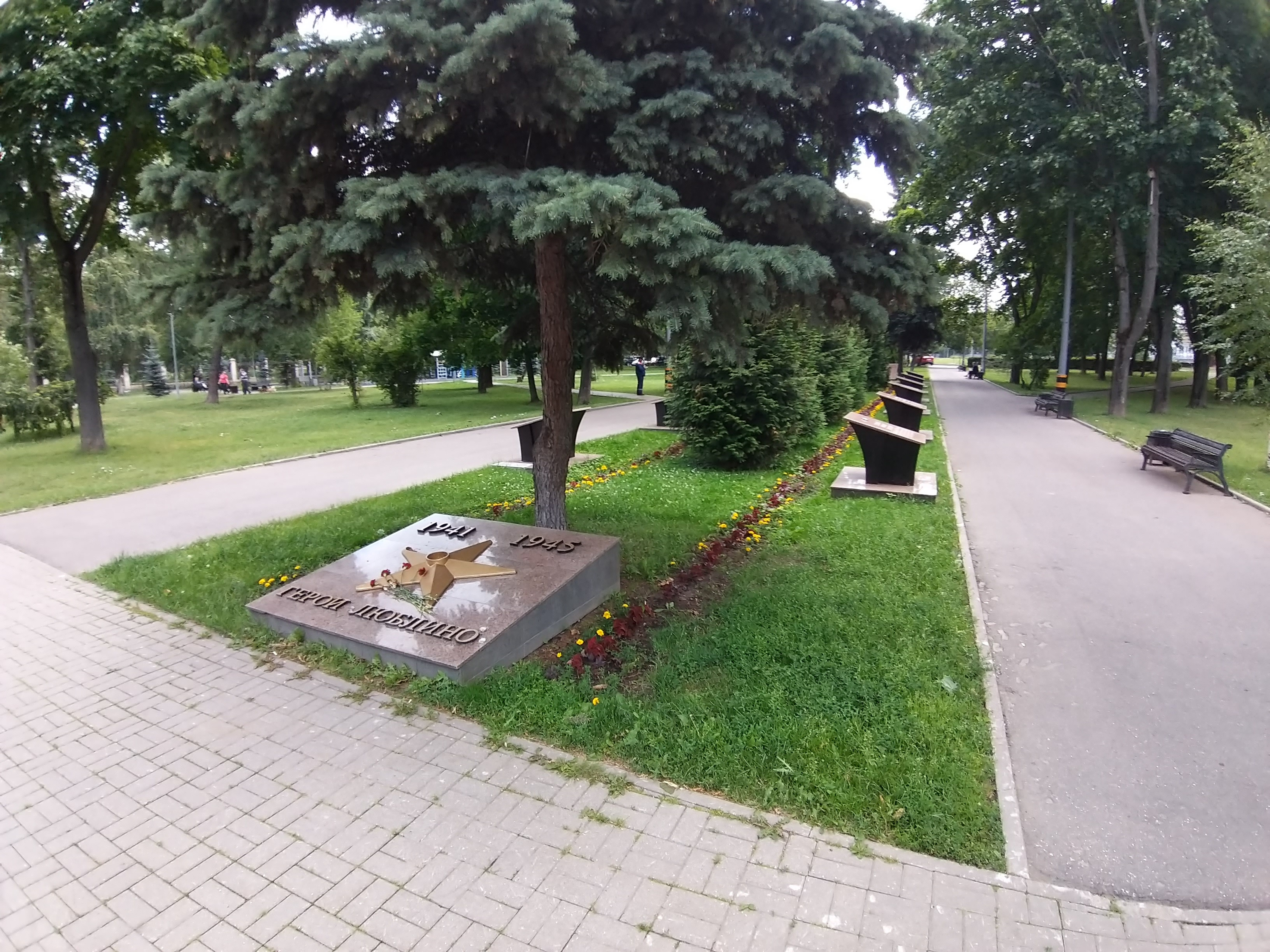
Сквер имени А.Ф.Авдеева

Сквер им. А.Ф. Авдеева – был создан в 50-е годы прошлого столетия. Назван в честь летчика, Героя Советского Союза, капитана А.Ф. Авдеева, совершившего воздушный таран и погибшего в воздушном бою в 1942 году. В центре сквера находится памятник лётчику, а перед ним - аллея Героев Люблино, на которой установлено 12 памятных знаков. В сквере есть детская и спортивная площадки. В 2017 году по инициативе пользователей сайта «Активный гражданин» сквер был благоустроен. В ходе работ было высажено 20 деревьев, устроена дорожно-тропиночная сеть из брусчатки. Спортивную и детскую площадку отремонтировали, установили новые МАФы, уложили новое, прорезиненное покрытие.  

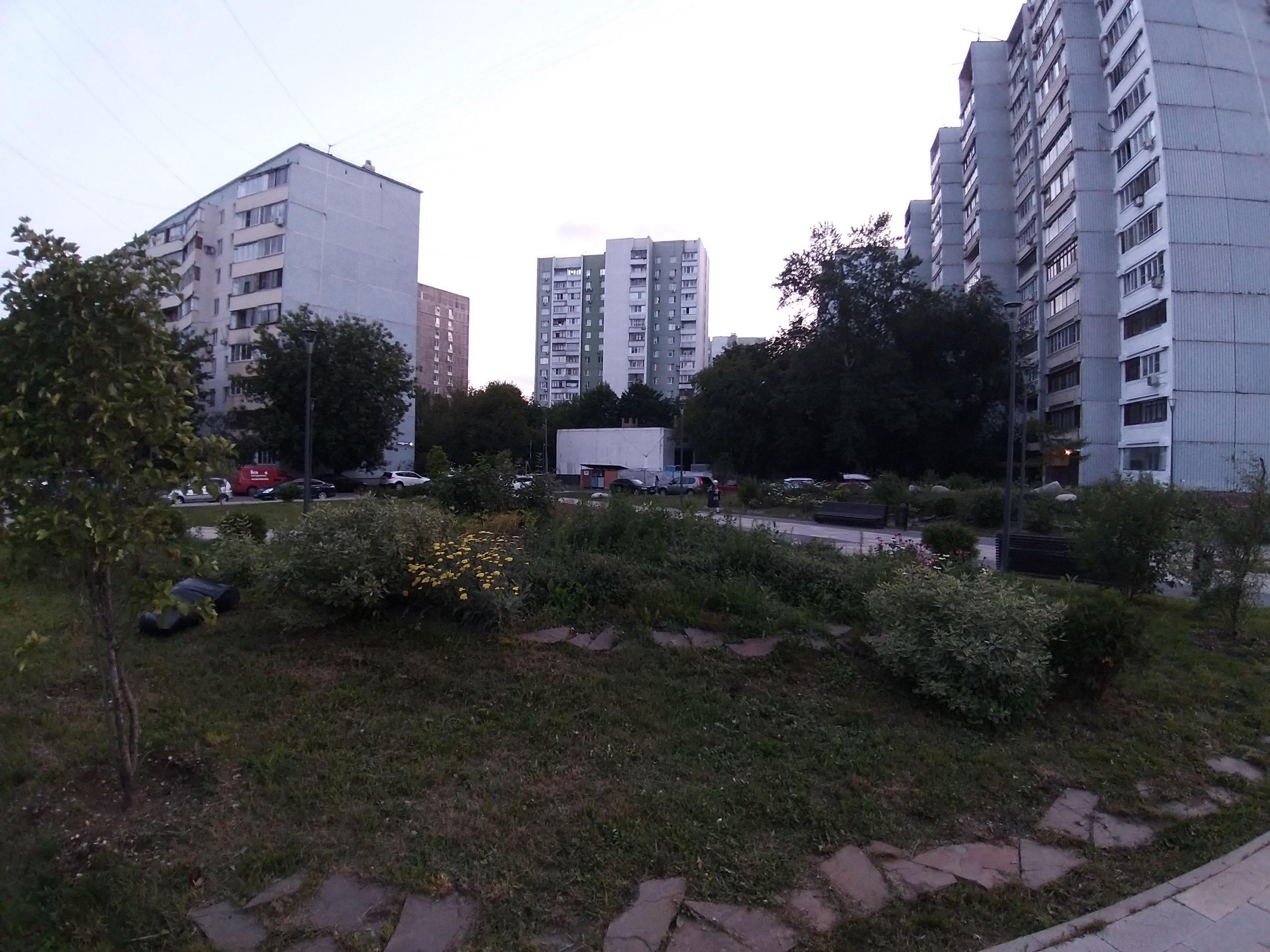
Сквер на улице Ставропольская

Сквер на улице Ставропольская – обустроен в 2021 году на месте незаконного торгово-развлекательного центра, который был демонтирован. В сквере площадью свыше 2,9 Га проведено озеленение, вымощены дорожки, установлены лавочки, организовано уличное освещение, создан небольшой сад камней.

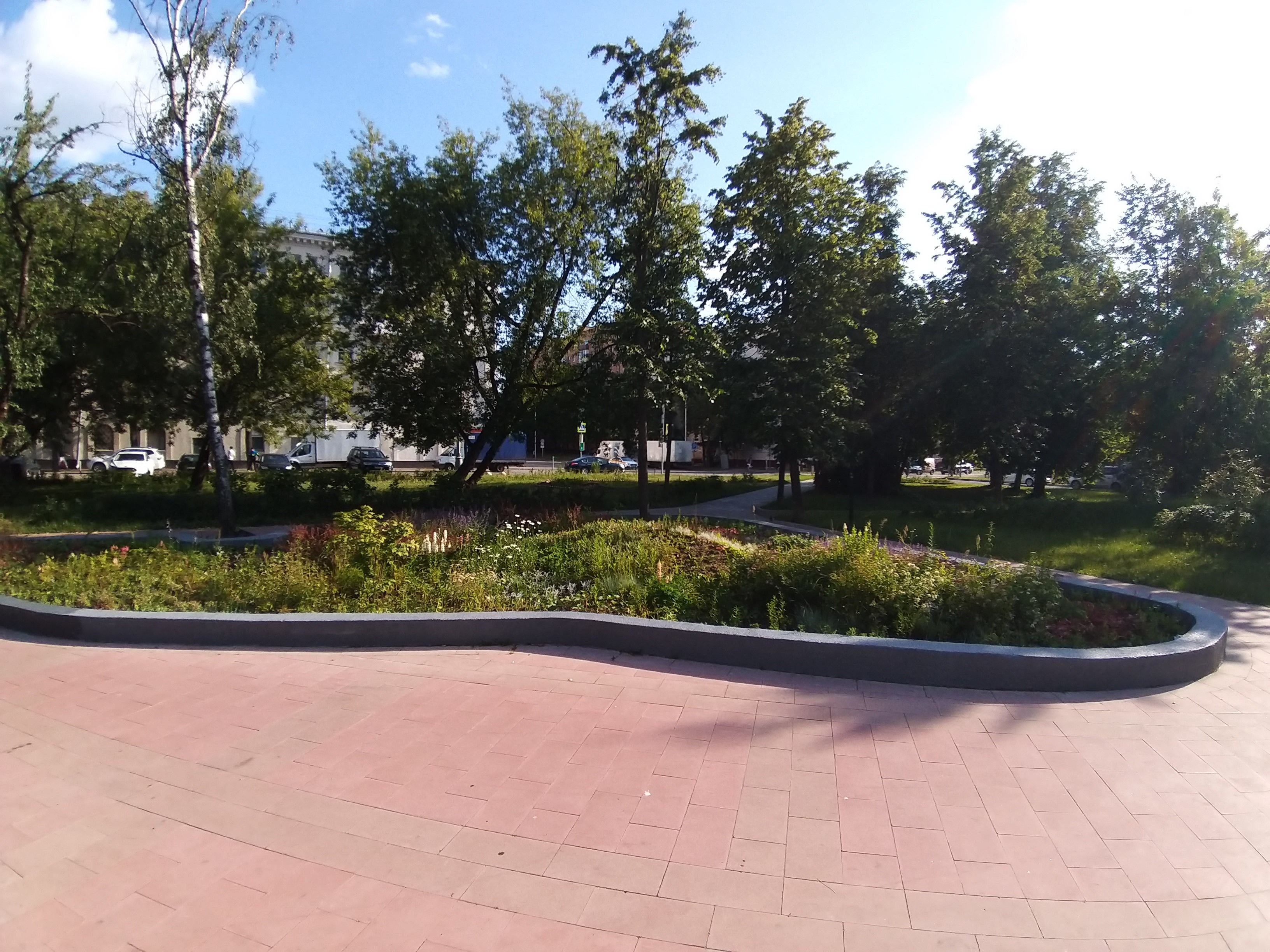
Сквер на улице Ейская

Сквер на улице Ейская – обустроен в 2021-2022 году на пересечении улицы Ейская и Кубанская напротив Делового центра К29 (ул. Кубанская 29).

## Транспорт

### Метро
«Люблино»  

### Железнодорожный транспорт
Люблино
 Депо
 Перерва

## Достопримечательности
- Усадьба «Люблино» (усадьба Дурасова)
- Сквер имени А.Ф. Авдеева
- Сквер имени А.П. Чехова
- Сквер имени И.П. Судакова
- Культурный центр им. И.М. Астахова
- Ломаковский музей старинных автомобилей и мотоциклов

## Галерея

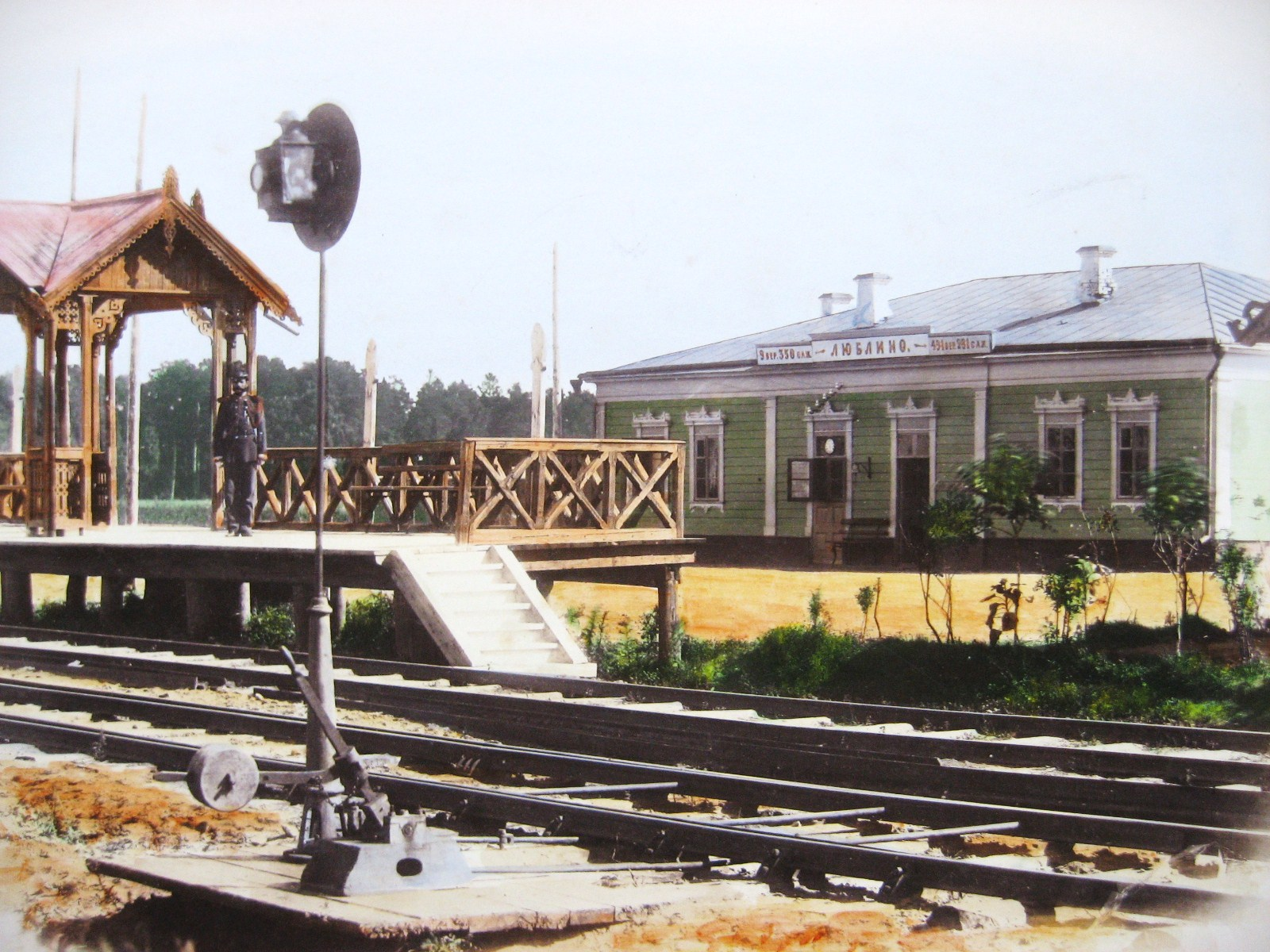
Железнодорожная станция Люблино, 1885 г.
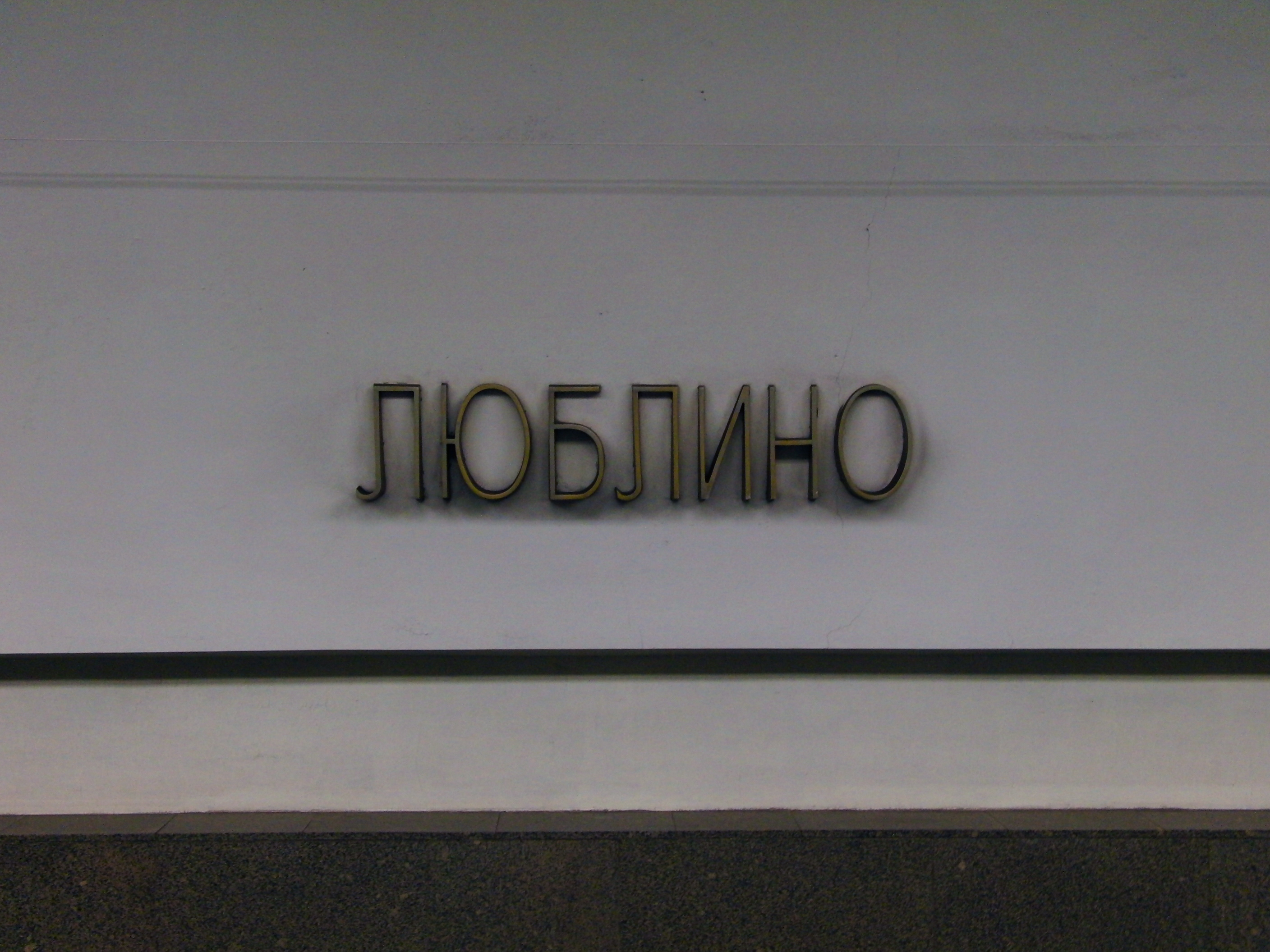
На станции метро Люблино.
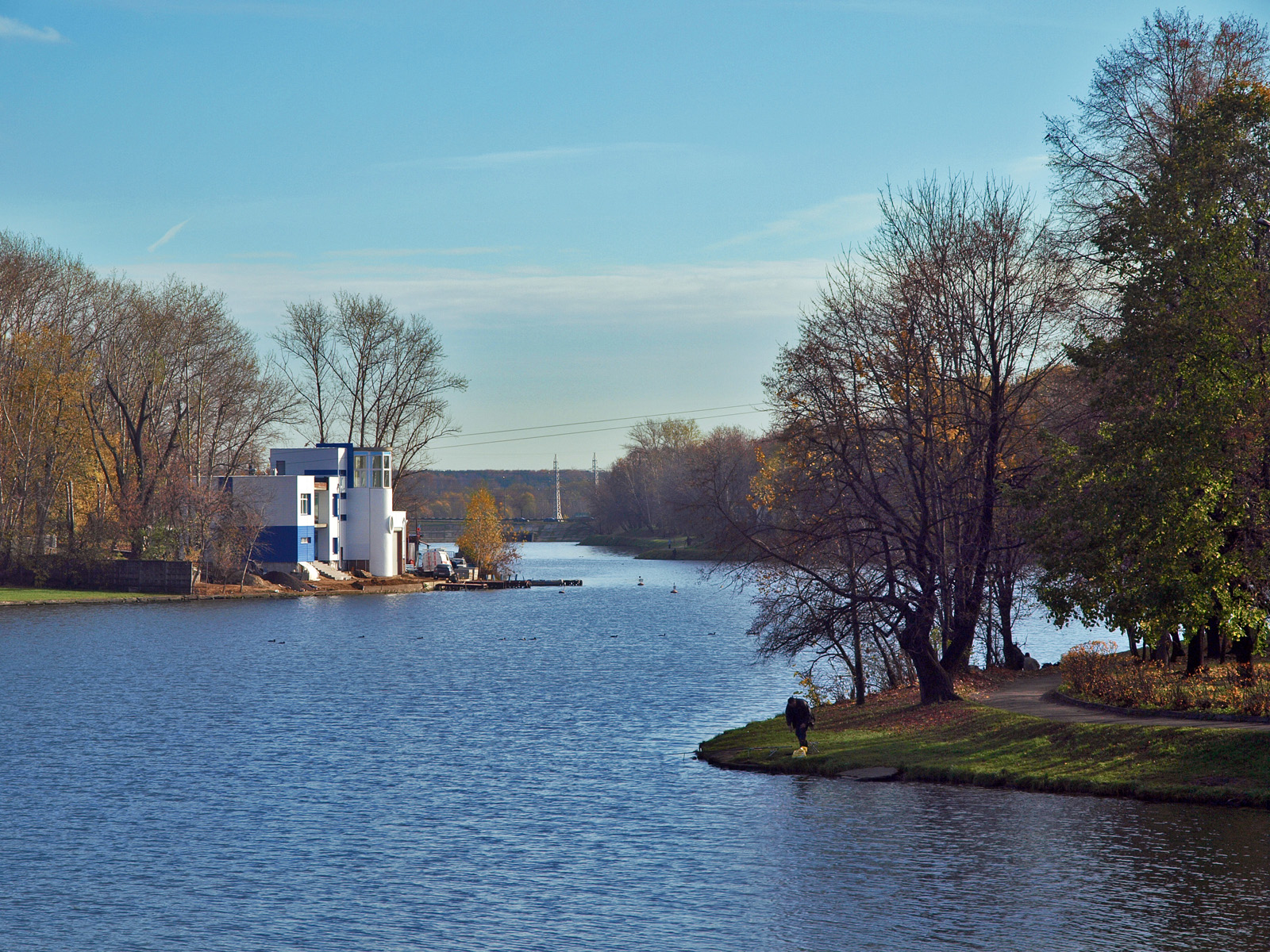
Люблинский пруд.
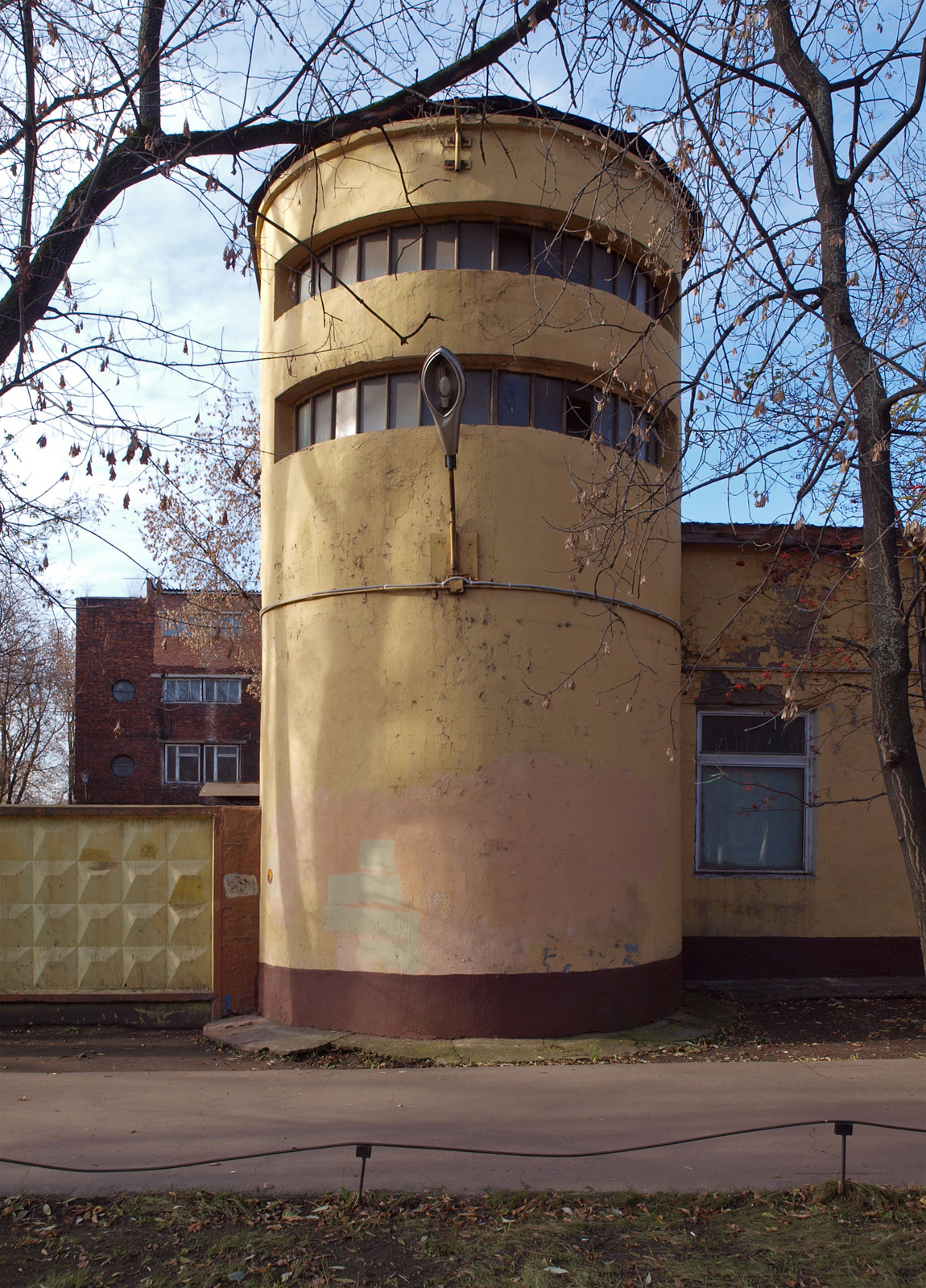
Здание на Люблинской ул.
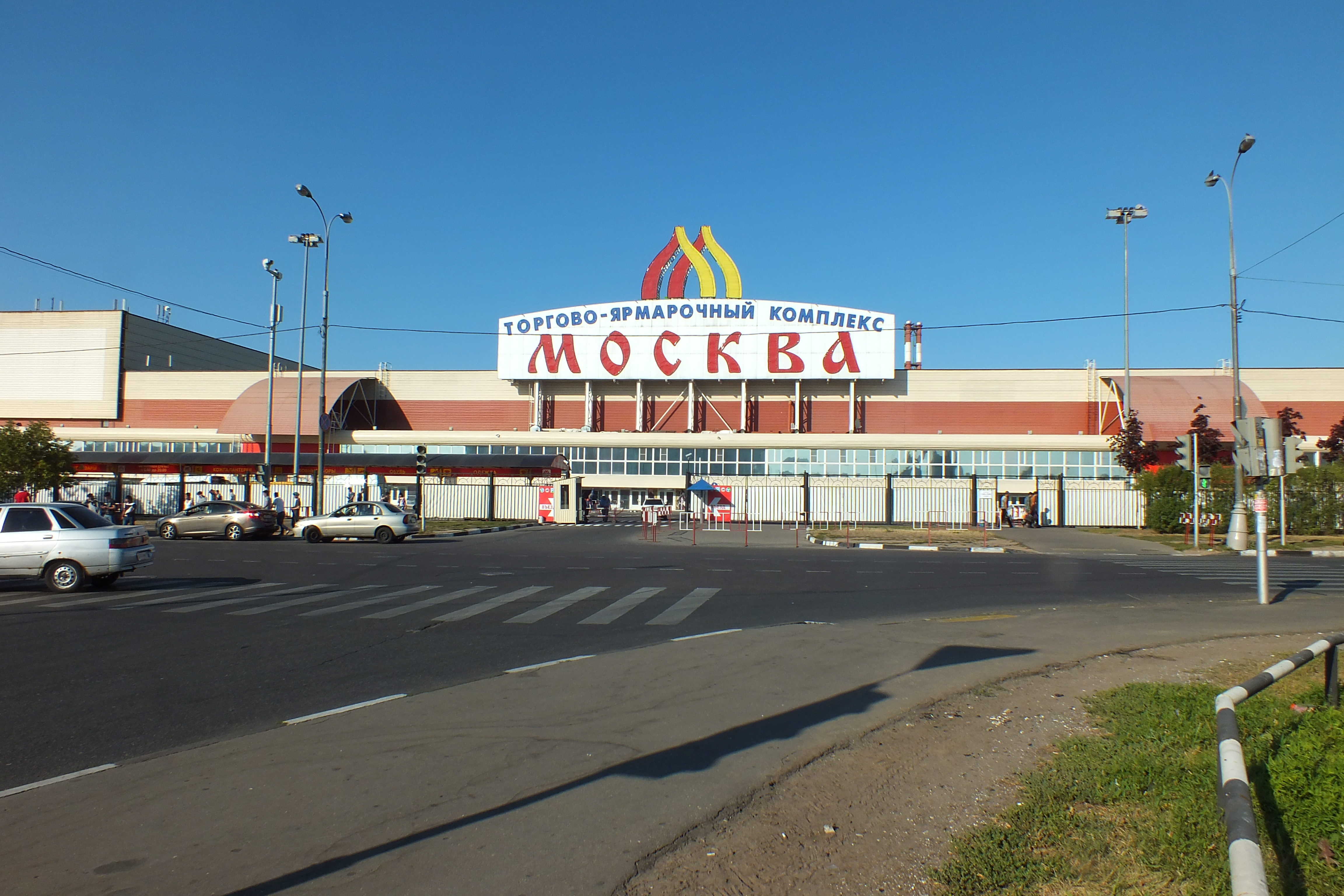